# AIM (應用程式)
AIM（美國在線即時通訊、AOL即時通）是一個由AOL出版以廣告收入來支持的個人即時通訊軟件。由AOL發布於1997年5月，使用OSCAR立即傳訊協定和TOC協定。
於2017年12月15日停止服務。

## 外部連結
- 官方AIM網站（页面存档备份，存于）
- AIM Express（页面存档备份，存于）
- AIM Lite